# Coelorhachis edithae
Coelorhachis edithae là một loài tò vò trong họ Ichneumonidae.